# فیومالبو
فیومالبو (به ایتالیایی: Fiumalbo) یک منطقهٔ مسکونی در ایتالیا است که در استان مودنا واقع شده‌است.

## خصوصیات
فیومالبو ۳۹٫۴ کیلومترمربع مساحت و ۱٬۲۹۸ نفر جمعیت دارد و ۹۳۵ متر بالاتر از سطح دریا واقع شده‌است.